# Muravlenko
Muravlenko (en rus: Муравленко) és una ciutat de Rússia, del districte de Iamàlia. La població és, segons el cens rus de 2020 és de 31.516 habitants.

## Geografia
Muravlenko es troba a la plana de Sibèria occidental, a 88 km al nord-oest de Noiabrsk, a 479 km al sud-est de Salekhard, la capital de la regió, i a 883 km al nord-est de Tiumén i a 2.214 km al nord-est de Moscou.